# Schrägbinden-Zwergmarienkäfer

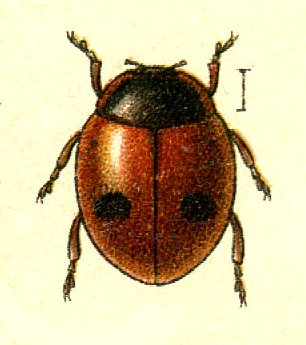
Schrägbinden-Zwergmarienkäfer

Der Schrägbinden-Zwergmarienkäfer (Scymnus subvillosus) ist ein Käfer aus der Familie der Marienkäfer, Tribus Scymnini.

## Merkmale
Zur Tribus Scymnini gehören die kleinsten Marienkäfer. Der Schrägbinden-Zwergmarienkäfer erreicht eine Länge von nur 1,9 bis 2,5 Millimetern. Sein Körper ist rund und mit kurzen grauen Haaren bedeckt. Auf dem dunklen Grund der Flügeldecken zeichnen sich vier rötliche Binden von variabler Breite ab. Die Unterseite ist schwarz oder dunkelbraun, im hinteren Abschnitt rotbraun. Der Schrägbinden-Zwergmarienkäfer kann mit dem verwandten Scymnus quadripustulatus verwechselt werden.

## Vorkommen
Beim Schrägbinden-Zwergmarienkäfer handelt es sich um eine wärmeliebende Art, die in Südeuropa, im südlichen Mitteleuropa und in Südosteuropa verbreitet ist. Im Osten erstreckt sich das Verbreitungsgebiet bis nach Südrussland und im Mittelmeerraum bis in den Nahen Osten. 
In Deutschland wird die Art seit 1990 häufiger gefunden. Funde im Elbtal könnten auf eine Arealerweiterung nach Norden hinweisen. Dennoch ist der Schrägbinden-Zwergmarienkäfer selten und gilt in Deutschland als gefährdete Art. Er kommt nur auf warmen, trockenen Standorten vor. Er lebt auf Eichen, Holunder, Obst- und Nussbäumen, Mais und anderen Pflanzen.

## Lebensweise und Ernährung
Die Entwicklung des Schrägbinden-Zwergmarienkäfer vom Schlüpfen bis zum adulten Käfer dauert unter Laborbedingungen bei einer Temperatur von 20 °C durchschnittlich 22,6 Tage, bei 35 °C reduziert sich dieser Zeitraum auf durchschnittlich 10,6 Tage. Der gesamte Lebenszyklus verkürzt sich bei höheren Temperaturen. Die Generationsdauer ist bei einer Temperatur von 35 °C am kürzesten. Bei diesen Temperaturen können beispielsweise in der Türkei mehrere Generationen pro Jahr auftreten.
Der Schrägbinden-Zwergmarienkäfer kann im Biologischen Pflanzenschutz zur Bekämpfung der Mehligen Pflaumenblattlaus (Hyalopterus pruni), einer Art aus der Familie der Röhrenblattläuse, eingesetzt werden, die als Schädling auf Pflaumen- und Aprikosenbäumen lebt. Auch die Holunderblattlaus (Aphis sambuci) kann vom Schrägbinden-Zwergmarienkäfer vertilgt werden, obwohl sie außer für den  Zweipunkt-Marienkäfer (Adalia bipunctata) für alle anderen Marienkäferarten giftig ist.

## Systematik
Der Schrägbinden-Zwergmarienkäfer gehört innerhalb der Marienkäfer-Unterfamilie Coccinellinae zur Tribus Scymnini. Innerhalb der Gattung Scymnus wird er zur Untergattung Pullus gezählt.

## Belege